# Битва при Головчине
Битва при Головчине (бел. Галоўчын, пол. Holowczyn) — вооружённое столкновение между русскими и шведскими войсками, состоявшееся 3 (14) июля 1708 года (4 июля по шведскому календарю) западнее Могилёва в ходе Северной войны. «Сражением этим начался смелый поход Шведского короля во внутренние области России».

## Предыстория
После подписания соглашения с саксонским курфюрстом Августом II, где тот отказался от короны Речи Посполитой (1706), шведский король Карл XII собирался разбить главного противника по войне — Россию. Лучший маршрут к центру России лежит через континентальный водораздельный хребет от Гродно к Минску и Смоленску: так можно достичь Москвы без пересечения главных рек. Карл выбрал более трудный путь — по прямой через Березину и Друть.
В начале кампании 1708 года шведская армия располагалась на квартирах между Вильно и Сморгонью, русская — между Чашниками и Минском. 5 (16) июня 1708 год (6 июня по шведскому календарю) шведы, усилившись до 38 тысяч человек, покинули лагерь в Радошковичах близ Минска и медленно (вследствие плохих погодных и дорожных условий) двинулись к Днепру.
Тем временем в стане русских в отсутствие Петра I шло напряжённое соперничество между генерал-фельдмаршалом Шереметевым и светлейшим князем Меншиковым. После военного совета было решено протянуть оборонительную линию русских по Днепру.
В июне-начале июля 1708 года главные силы русской армии под командованием генерал-фельдмаршала Б. П. Шереметева (пехота) и А. Д. Меншикова (кавалерия) расположились в районе Шклова. Правый авангард под началом Л. Н. Алларта с кавалерией Г. К. Флуга сосредоточился у Староселья (юго-западнее Орши), левый (Г. фон дер Гольц и А. И. Репнин) — у Головчина.
В конце июня шведский авангард под командованием самого короля Карла XII подошёл к Головчину, но, видя готовность русских к отражению атак, отложил нападение до подхода главных сил. Это дало возможность Шереметеву и Флугу перейти ближе к Головчину, а Алларту — перейти к Климовичам.

## Положение сторон

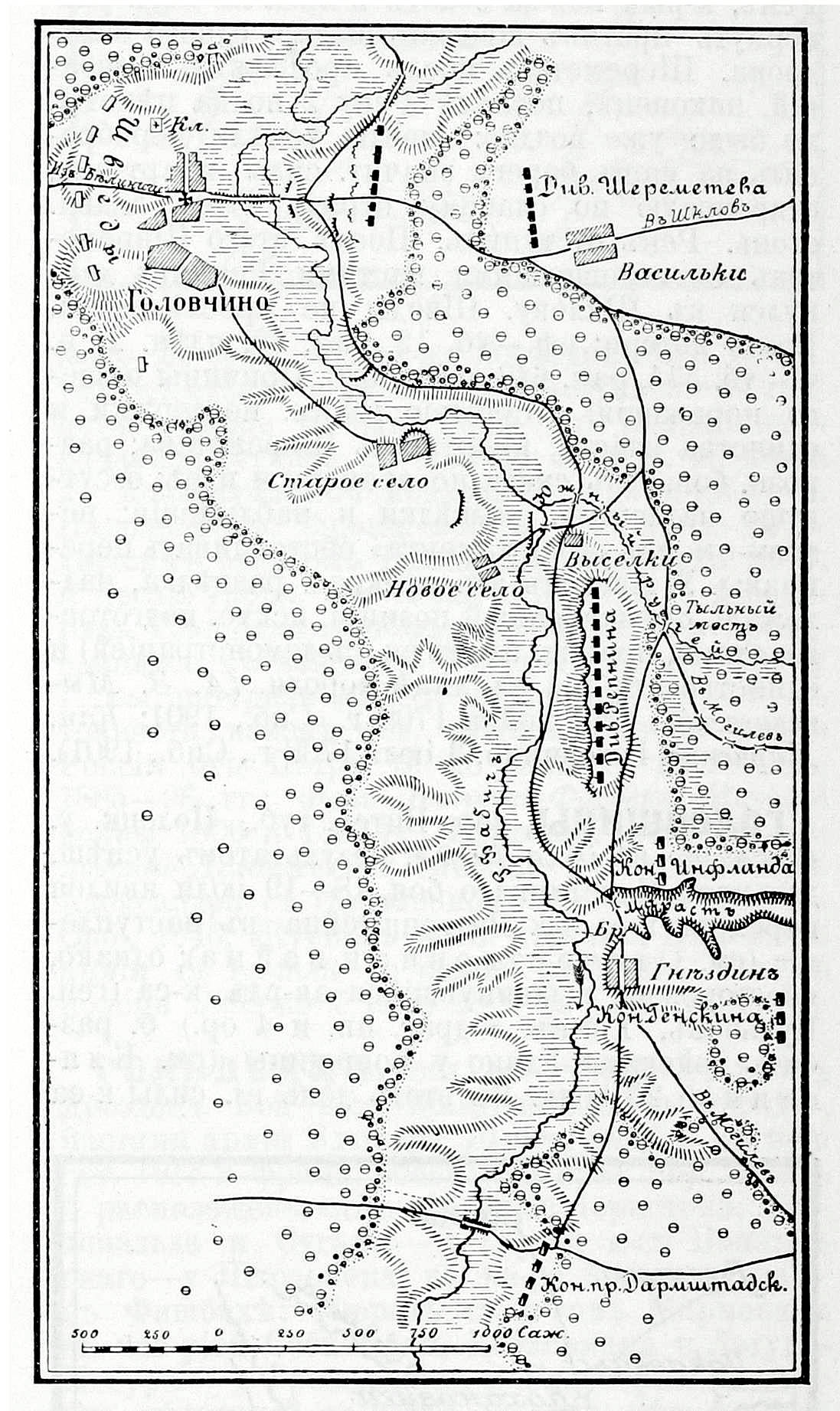
Схема сражения из «ВЭС»

К началу сражения русская армия (общая численность 40 тыс. человек при 45 орудиях) под командованием генерал-фельдмаршала Б. П. Шереметева заняла позицию на левом берегу болотистой реки Вабич напротив Головчина:
- правый фланг — пехота под началом самого Шереметева и кавалерия под командованием А. Д. Меншикова и Г. К. Флуга (13 полков пехоты и 11 полков кавалерии);
- центр (отделённый от правого фланга болотом) — 9 пехотных полков и 3 драгунских полка под началом А. И. Репнина;
- левый фланг (в версте от центра) — кавалерия под началом Г. фон дер Гольца (10 драгунских полков и 4 тысячи калмыков и казаков).

Вдоль всего расположения русских войск была возведена непрерывная линия укреплений с 6 батареями артиллерии.
Наблюдая за передвижениями противника, Карл XII и его советники заметили, что болото, разделявшее русскую армию надвое, не совсем непроходимо, что позволяло напасть на русских с неожиданной стороны, разделить их и уничтожить по частям. Чтобы гарантировать успех, атаку было решено начать ночью.
Выделив незначительный отряд против Б. П. Шереметева, основные силы шведы решили обратить против дивизии А. И. Репнина.
Кавалерии под командованием фельдмаршала К. Г. Реншильда было поручено действовать в промежутке между дивизией А. И. Репнина и кавалерией Г. фон дер Гольца против фланга последнего. На берегу реки в ночь на 3 июля была поставлена сильная батарея (22 орудия) под началом полковника Рудольфа фон Бюнау; севернее — 6 орудий для нарушения связи дивизии А. И. Репнина с правым флангом Б. П. Шереметева.
Темнота ночи, туман и дождь скрыли от русских приготовления шведского короля.

## Бой
Ночью в 2:30 3 (14) июля 1708 года (4 июля по шведскому календарю) шведская артиллерия открыла огонь по русским позициям, под прикрытием которого 9 эскадронов и драбанты перешли вброд реку Вабич, с трудом преодолев её болотистые берега. При этом шведский король едва не погиб: его лошадь увязла в болоте, и солдаты с трудом вытащили тонущего короля. Попытки русских помешать переправе были предотвращены огнём шведской артиллерии.
В итоге, переведя через болото 5 полков своей пехоты, Карл XII в 4:30 повёл 3 полка в атаку на левый фланг дивизии А. И. Репнина, а 2 других направил на правый фланг неприятеля. Видя возможность окружения из-за неожиданного натиска шведов, Репнин приказал оставить батарею из 6 орудий и спешно отступил к лесу. У опушки русские открыли сильный огонь, который на время задержал наступление шведов. Когда огонь смолк (русские расстреляли все заряды), шведы ворвались в лес и обратили силы Репнина в бегство. В бою погиб генерал-майор русской армии В. И. фон Швенден.
Боясь рассредоточения сил и не имея конницы (из-за атаки Гольца на кавалерию Реншильда), Карл XII отказался от преследования, что позволило Репнину отступить к Шклову. Гольц, видя отступление солдат Репнина и боясь быть отрезанным от главных сил, в полном порядке отступил к Могилёву. Шереметев не принял участия в сражении и, узнав о неудаче Репнина, отступил к Шклову.
Таким образом, отход выполнялся в полном порядке, паники, произошедшей под Нарвой в 1700 году и под Фрауштадтом в 1706 году, не было, что свидетельствует о возросших боевых качествах русской армии.

## Потери
Потери шведских войск составили 255 человек убитыми и 1219 ранеными. Потери русской стороны, несмотря на поражение, не были значительны и составили, по данным Артамонова, 350 убитых, 675 раненых, 630 пропавших без вести, итого — 1 655 человек и 12 пушек. Энциклопедия военных и морских наук оценивает потери русской армии в 359 человек убитыми, 675 ранеными и 630 пленными, итого — 1664 человека и 6—12 орудий. Шведский историк Энглунд пишет, что шведские потери составили около 1200 человек, а русские — около 5 тысяч. По сведениям Красикова, русские войска потеряли убитыми от 547 до 997 человек, 675 ранеными и 630 пленными (1852—2302 человек) и 12 орудий. Лильегрен оценивает потери русских в 1700 человек. Шведские потери он исчисляет в 1300 человек. Американский историк Роберт Масси исчисляет шведские потери в 267 человек убитыми и более 1 тысячи ранеными. Русские же потеряли убитыми 997 и ранеными 675 человек.
Тарле сообщает, что шведы утверждали, что русских погибло около 6 тыс. человек, а русские признавали лишь 547 убитыми, 675 ранеными и 630 пленными (всего — 1852 человека). Шведские потери русские исчисляли в 2 тыс. человек. Во всяком случае, 6 тыс. человек отряды Репнина и Гольца, участвовавшие в бою, уже никак потерять не могли, так как в общей сложности с нашей стороны сражалось не более 8-9 тыс. человек.

## Причины поражения[8]
- Позиция, растянутая по фронту около 7 верст, не отвечала численному составу обороняющихся; она была исключительно пассивной, при этом оказалась разделена на три части (правый фланг был отделён от центра болотом, левый — расстоянием), что лишало русские войска возможности поддерживать друг друга.
- Б. П. Шереметев не поддержал А. И. Репнина, несмотря на то, что уже после 2:30 выяснилось намерение шведов напасть на дивизию Репнина.
- Ретраншемент у Репнина отстоял от р. Вабич на расстояние больше ружейного выстрела, таким образом, русские не могли поражать шведов огнём при их переправе через реку, при этом не пытались атаковать их.
- В лесу солдаты дивизии Репнина оказались предоставлены сами себе и быстро расстреляли все заряды.

## Последствия
Карл XII очень высоко оценил собственную победу и приказал выбить медаль с надписью: «Побеждены леса, болота, оплоты и неприятель». В Стокгольме и Риге были напечатаны три прокламации, посвящённые победе при Головчине. В настоящее время они хранятся в университетской библиотеке Упсалы: «Berättelse från Fält-Lägret vid Holowczyn» (Stokholm, 1708); «Berätellse om slaget vid Holowczyn» (Stokholm, 1708); «Tidning från Riga om slaget vid Mohilow» (Riga, 1708).
Карл справедливо гордился победой при Головчине. В сложнейших условиях сражение было проведено, как и под Нарвой в 1700 г. — ударом по центру позиции противника и блокировкой флангов. Король сам провёл рекогносцировку, сам выбрал диспозицию, исходное положение для атаки и нанес удар, расчленив русские силы и лишив их возможности взаимопомощи. Шведский король получил свободный путь через Днепр и укрепился в прежней низкой оценке Русской армии.
Шведский историк Лундблад писал о битве: «Головчин оказался тем местом, над которым в последний раз взошла звезда счастья Карла XII».
Вольтер писал: «Сия битва изо всех им данных оказалась, быть может, самой примечательной, ибо подвергался он здесь наибольшей опасности и выказал при сем наиболее воинского умения».
Русская армия отступила за Днепр. 6 (17) июля 1708 год (7 июля по шведскому календарю) Карл XII взял Могилёв. Русское командование на военном совете в Шклове решило отвести армию к Горкам.

### Решения русского командования
Вскоре в лагерь русских войск из Санкт-Петербурга прибыл царь Пётр I. Генералы Г. фон дер Гольц, А. И. Репнин и И. И. Чамберс были отданы под суд. Президентом трибунала над фон дер Гольцем был генерал-фельдмаршал Б. П. Шереметев; тот суд закончился ничем.
Репнина судили под председательством А. Д. Меншикова. «За бесчестный уход от неприятеля» А. И. Репнин был приговорён к смерти. «Казнь заменена разжалованием с обязательством вознаградить убытки казны за утерянные и испорченные предметы: «оружие, обозы и орудия», что составило, пишет Витворт, «очень значительную сумму, равную почти состоянию осуждённого…» В итоге Репнин был лишён начальства над дивизией и генеральского звания (восстановлен в генеральский чин через год после победы при Лесной). Дивизию Репнина принял генерал-лейтенант С. Ренцель.
Генерал-поручик И. И. Чамберс был лишён чинов и команды, с него также были сняты знаки ордена Святого Андрея Первозванного, но, приняв во внимание его прежнюю отличную службу, через день или два ему было возвращено воинское звание.
Неудача при Головчине позволила русскому командованию внести поправки в стратегию русской армии и подготовить её к предстоящей победе при Лесной.

## Боевое расписание войск
Дивизия генерал-фельдмаршала Бориса П. Шереметева (7800 чел.)
- Бригада Шереметева   
  - Гренадерский полк (2)
  - Киевский пехотный полк (2)
  - Нижегородский пехотный полк (2)
  - Белгородский пехотный полк (2)
  - Шлиссельбургский пехотный полк (2)
- Бригада генерал-лейтенанта д'Альбона    
  - Псковский пехотный полк (2)
  - Астраханский пехотный полк (2)
- Бригада генерал-майора де Дюта (de Deut)
  - Луцкий пехотный полк (2)
  - Пехотный полк Ренцеля (2)

Дивизия генерала пехоты Аникиты Репнина (7500 чел.)
- Бригада генерала пехоты Репнина
  - Гренадерский полк (2)
  - Тобольский пехотный полк (2)
  - Вятский пехотный полк (2)
  - Копорский пехотный полк (2)
- Бригада генерал-лейтенанта фон Чамберса
  - Ростовский пехотный полк (2)
  - Нарвский пехотный полк (3)
- Бригада генерал-майора фон Шведена
  - Лефортов пехотный полк (2)
  - Рязанский пехотный полк (2)

Дивизия генерал-фельдмаршал-лейтенанта фон дер Гольца (10000 чел.)   
- Группа генерал-майора Ифлянта
  - Псковский драгунский полк
  - Тверской драгунский полк
  - Белгородский драгунский полк
- Группа генерал-лейтенанта Гейнскина
  - Санкт-Петербургский драгунский полк
  - Азовский драгунский полк
  - Рязанский драгунский полк
- Группа генерал-лейтенанта принца Фридриха Гессен-Дармштадтского
  - Троицкий драгунский полк
  - Астраханский драгунский полк
  - Новгородский драгунский полк
  - Нижегородский драгунский полк

Казаки и калмыки (4000 чел.)
Командующий: король Карл XII
- 1-й пехотный эшелон: король Карл XII
  - Гренадерский батальон Лейб-гвардейского пехотного полка (пешая гвардия)
  - Лейб-батальон Лейб-гвардейского пехотного полка (пешая гвардия)
  - 2-й батальон Лейб-гвардейского пехотного полка (пешая гвардия)
  - 3-й батальон Лейб-гвардейского пехотного полка (пешая гвардия)
  - 2-й батальон Даларненского полка
- 2-й пехотный эшелон: генерал-майор Аксель Спарре
  - 1-й батальон Даларненского полка
  - Вестерманландский пехотный полк (2)
  - Уппландский пехотный полк (2)
  - Эстергётландский пехотный полк (2)

Кавалерия: фельдмаршал Карл Реншельд
- 1-я линия: генерал-майор Карл Крейц
  - Лейб-драгунский полк (гвардейские драгуны) (2 эскадрона)
  - Лейб-драбанты (лейб-гвардейский корпус) (1 эскадрон)
  - Лейб-конный полк (конные гвардейцы) (6 эскадронов)
  - Лейб-драгунский полк (гвардейские драгуны) (2 эскадрона)
- 2-я линия:
  - Смоландский кавалерийский полк (4 эскадрона)
  - Эстергётландский кавалерийский полк (4 эскадрона)
  - Нюландский кавалерийский полк (4 эскадрона)

Артиллерия: полковник Бюнов — 28 пушек
- Головчинская группа:
  - Лейб-драгунский полк (гвардейские драгуны) (2 эскадрона) — 2 пушки
- Рублёвская группа:
  - Валлакский полк[15]